# Camelina sativa

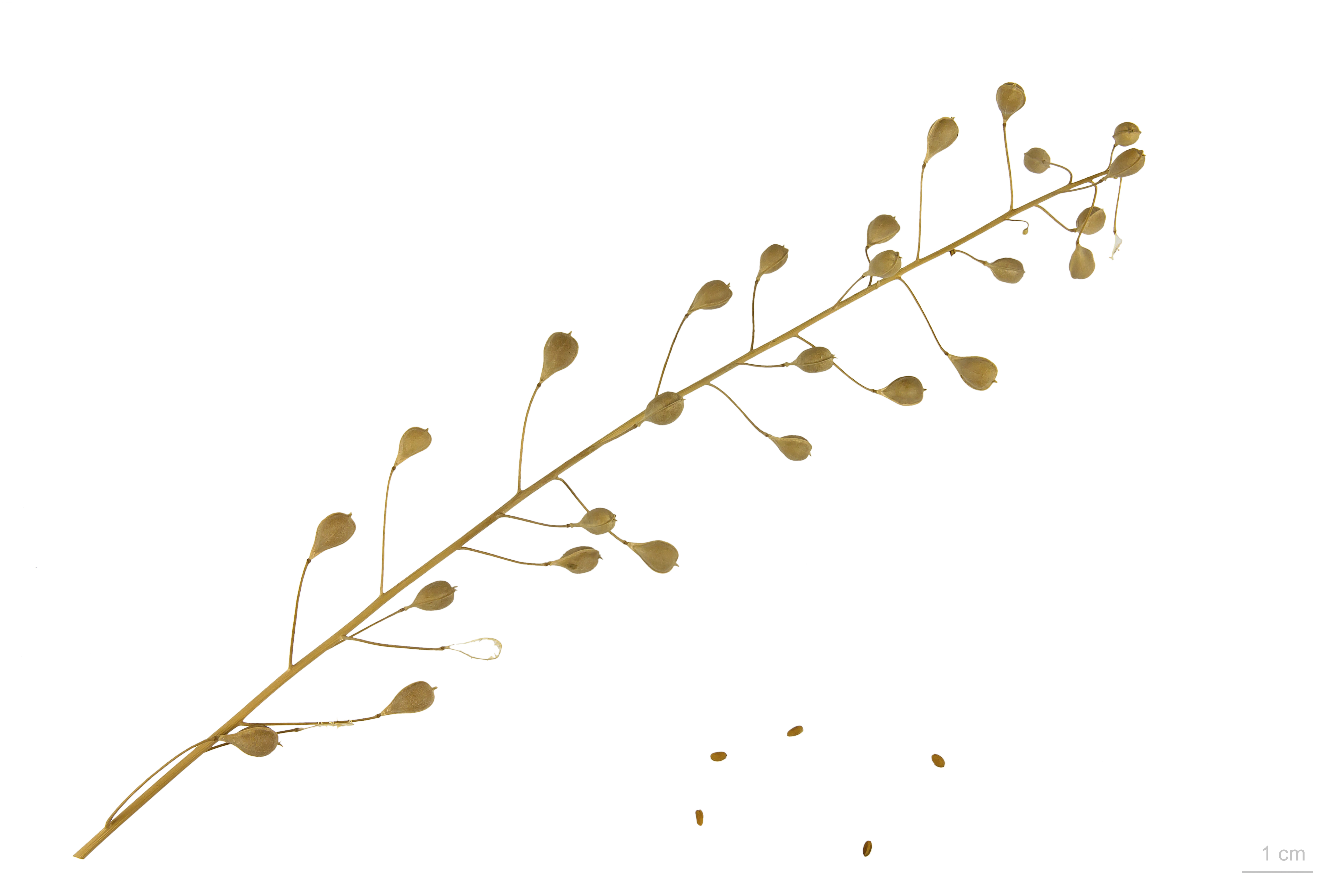
Camelina sativa - MHNT

El sésamo bastardo (Camelina sativa) es una especie de planta herbácea perteneciente a la familia Brassicaceae.  Es nativa de Europa del Norte y Asia Central, pero se ha introducido en América del Norte, posiblemente como una maleza en el sector del lino.

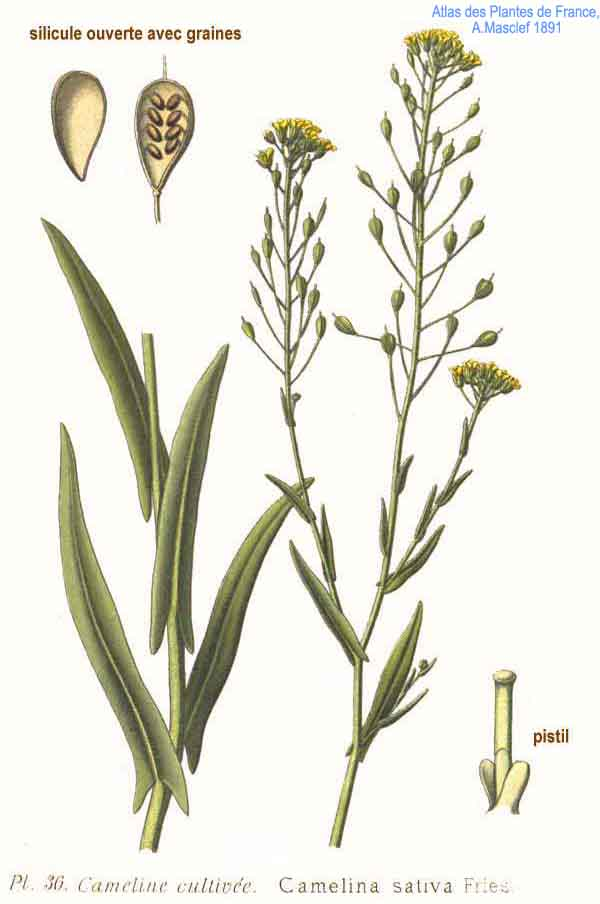
Ilustración

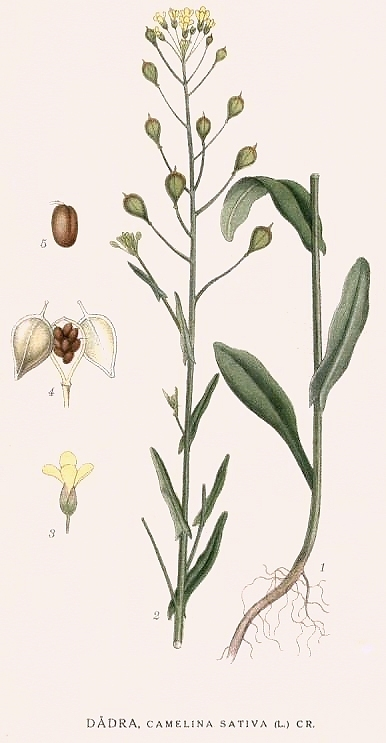
Ilustración

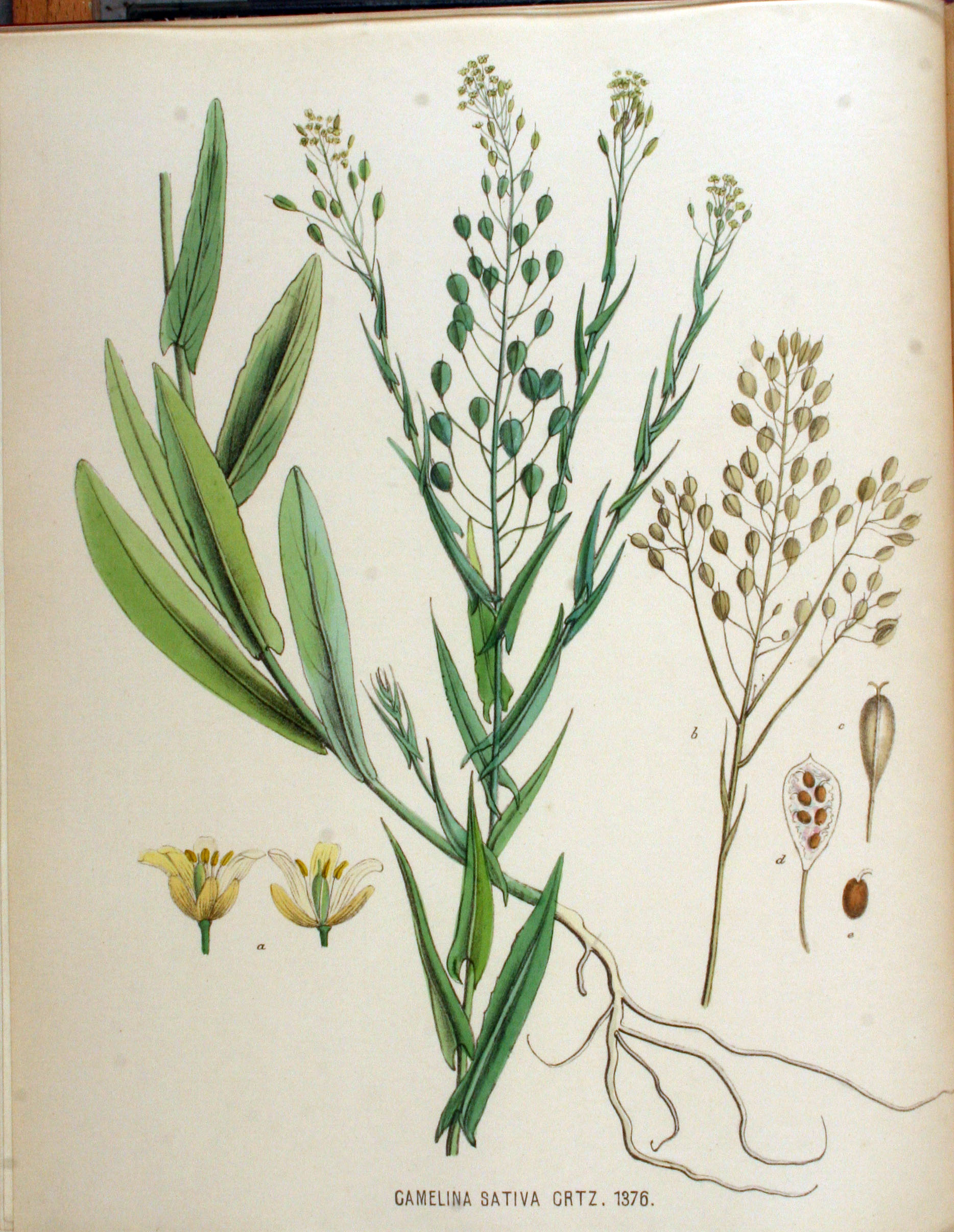
Ilustración de Flora Batava

## Descripción
Es una planta anual o bienal que alcanza un tamaño de 30-60 (-80) cm, ramificada desde la base, glabra o, a veces, escasamente pilosa con pelos simples y ramificadas. Hojas basales oblongo-lanceoladas, de 15-50 mm de largo, 5-10 mm de ancho, cuneadas, sésiles, enteras o irregularmente dentadas, hojas superiores lanceoladas o lineares, sésiles, sagitadas-amplexicaules, enteras o dentadas. Las inflorescencias en racimos de 30-70 de flores, de hasta 30 cm de largo en el fruto. Flores de 3,5 mm de diámetro, de color amarillo; pedicelos de 10-20 (-25) mm de largo en el fruto, rígido, ascendente. Sépalos de 2,5 mm de largo. Pétalos de 5 mm de largo. El fruto es una silicua obovoide, de 7-9 mm de largo, 4-5 mm de ancho, ápice redondeado;  glabra, con una nervadura central clara; estilo de 1.5-2 mm de largo con el estigma capitado, semillas  9-10 en cada lóculo, de 1,5 mm de largo, ovoide, de color marrón.

## Características
Es una planta que se ha cultivado tradicionalmente como una oleaginosa para producir aceite vegetal.  
Este aceite se usa tradicionalmente para la producción de jabones, pinturas, mientras que los restos de extracción se utilizan para la alimentación animal.
El aceite de camelina se puede utilizar también en alimentación humana, desde hace relativamente poco tiempo. 
También se han realizado un cierto número de ensayos del uso de aceite de camelina como biocarburante, sustituto total o parcial del keroseno en aviones.

## Historia
Hay muchas pruebas arqueológicas que demuestran que ha crecido en Europa durante al menos 3000 años. Los primeros datos la incluyen en el  Neolítico a los niveles de Auvernier, Suiza (con fecha en el segundo milenio antes de Cristo), en la Edad del Cobre de Pefkakia en Grecia (de fecha al tercer milenio antes de Cristo), y Sucidava-Celei, Rumanía (en 2200 a. C.).  Durante la Edad de Bronce y la Edad de Hierro es un importante cultivo agrícola en el norte de Grecia más allá de la gama actual de la aceituna. Al parecer sigue siendo cultivada en la época del Imperio romano, aunque su nombre en griego y latín no se conocen. De acuerdo con Zohary y Hopf, hasta el 1940 del C. sativa fue un importante cultivo de aceite en Europa oriental y central, y actualmente ha seguido siendo cultivada en algunas partes de Europa por sus semillas  que se utilizan, por ejemplo, en lámparas de aceite (hasta los modernos de aprovechamiento natural, propano y electricidad) y como aceite comestible.

## Propiedades
Su cultivo está siendo investigado (http://www.scp.com.ar/omega-grains.php) debido a los niveles excepcionalmente altos (hasta un 45%) de ácidos grasos omega-3 de sus semillas, lo cual es poco común en fuentes vegetales. Más del 50% de los ácidos grasos obtenidos en frío mediante presión son poliinsaturados.  Los principales componentes son el ácido alfa-linolénico- C18: 3 (omega-3, ácidos grasos, aproximadamente 35-45%) y ácido linoleico - C18: 2 (omega-6 ácidos grasos, aproximadamente 15-20%). El aceite obtenido es también muy rico en antioxidantes naturales, tales como tocoferoles, lo que lo hace muy estable y muy resistente a la oxidación y el enranciamiento. El contenido de  vitamina E  en el aceite de camelina es de aproximadamente 110mg/100g.
El aceite de la camelina es muy adecuado para su uso en cocina y tiene sabor y aroma a almendra.  Puede llegar a ser más conocido y podría convertirse en el futuro en un importante alimento.

## Taxonomía
Calystegia sepium fue descrita por L. Crantz y publicado en Stirpium Austriarum Fasciculus 1: 18. 1762.
Etimología
Camelina: nombre genérico que deriva de las palabras griegas "tierra" y "lino", en alusión a que es una mala hierba que suprime el vigor de los cultivos de lino.
sativa: epíteto latino que significa "cultivada".
Sinonimia:
| - Adyseton dentatum G.Don - Alyssum dentatum Willd. - Alyssum myagrum Wibel - Alyssum sativum (L.) Scop. - Camelina ambigua Besser ex Steud. - Camelina caucasica (Sinskaya) Vassilcz. - Camelina crepitans Kusn. - Camelina glabrata (DC.) Fritsch - Camelina glabrata (DC.) Fritsch ex N. W. Zinger - Camelina hirsuta Bernh. - Camelina microcarpa subsp. pilosa (DC.) Jáv. - Camelina pilosa (DC.) N.W.Zinger | - Camelina sagittata Moench - Chamaelinum sativum Host - Cochlearia sativa Cav. - Crucifera camelina E.H.L.Krause - Dorella oleifera Bubani - Linostrophum sativum Schrank - Moenchia arvensis Bernh. ex Hoffm. - Moenchia sativa Roth - Myagrum glabrum Gilib. - Myagrum pinnatifidum Ehrh. ex DC. - Myagrum sativum L. - Thlaspi camelina Crantz |